# Liste des subdivisions administratives du Shanxi

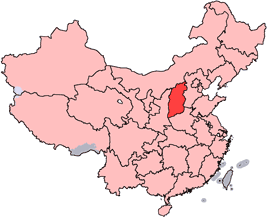
Le Shanxi

La structure administrative du Shanxi, province de la république populaire de Chine, est constituée des trois niveaux suivants :
- 11 subdivisions de niveau préfecture
  - ce sont toutes des villes-préfectures
- 119 subdivisions de niveau district
  - 11 villes-districts
  - 85 xian
  - 23 districts
- 1386 subdivisions de niveau canton
  - 564 bourgs
  - 634 cantons
  - 188 sous-districts

La table ci-dessous donne uniquement la liste des divisions de niveau préfecture et de niveau district.
| Niveau préfecture                     | Niveau district         | Niveau district     | Niveau district |
| Niveau préfecture                     | Nom                     | Chinois (simplifié) | Pinyin          |
| ------------------------------------- | ----------------------- | ------------------- | --------------- |
| Ville de Taiyuan 太原市 Tàiyuán Shì   | District de Xinghualing | 杏花岭区            | Xìnghuālǐng Qū  |
| Ville de Taiyuan 太原市 Tàiyuán Shì   | District de Xiaodian    | 小店区              | Xiǎodiàn Qū     |
| Ville de Taiyuan 太原市 Tàiyuán Shì   | District de Yingze      | 迎泽区              | Yíngzé Qū       |
| Ville de Taiyuan 太原市 Tàiyuán Shì   | District de Jiancaoping | 尖草坪区            | Jiāncǎopíng Qū  |
| Ville de Taiyuan 太原市 Tàiyuán Shì   | District de Wanbailin   | 万柏林区            | Wànbǎilín Qū    |
| Ville de Taiyuan 太原市 Tàiyuán Shì   | District de Jinyuan     | 晋源区              | Jìnyuán Qū      |
| Ville de Taiyuan 太原市 Tàiyuán Shì   | Ville de Gujiao         | 古交市              | Gǔjiāo Shì      |
| Ville de Taiyuan 太原市 Tàiyuán Shì   | Xian de Qingxu          | 清徐县              | Qīngxú Xiàn     |
| Ville de Taiyuan 太原市 Tàiyuán Shì   | Xian de Yangqu          | 阳曲县              | Yángqǔ Xiàn     |
| Ville de Taiyuan 太原市 Tàiyuán Shì   | Xian de Loufan          | 娄烦县              | Lóufán Xiàn     |
| Ville de Datong 大同市 Dàtóng Shì     | District urbain         | 城区                | Chéng Qū        |
| Ville de Datong 大同市 Dàtóng Shì     | District minier         | 矿区                | Kuàng Qū        |
| Ville de Datong 大同市 Dàtóng Shì     | District de Nanjiao     | 南郊区              | Nánjiāo Qū      |
| Ville de Datong 大同市 Dàtóng Shì     | District de Xinrong     | 新荣区              | Xīnróng Qū      |
| Ville de Datong 大同市 Dàtóng Shì     | Xian de Yanggao         | 阳高县              | Yánggāo Xiàn    |
| Ville de Datong 大同市 Dàtóng Shì     | Xian de Tianzhen        | 天镇县              | Tiānzhèn Xiàn   |
| Ville de Datong 大同市 Dàtóng Shì     | Xian de Guangling       | 广灵县              | Guǎnglíng Xiàn  |
| Ville de Datong 大同市 Dàtóng Shì     | Xian de Lingqiu         | 灵丘县              | Língqiū Xiàn    |
| Ville de Datong 大同市 Dàtóng Shì     | Xian de Hunyuan         | 浑源县              | Húnyuán Xiàn    |
| Ville de Datong 大同市 Dàtóng Shì     | Xian de Zuoyun          | 左云县              | Zuǒyún Xiàn     |
| Ville de Datong 大同市 Dàtóng Shì     | Xian de Datong          | 大同县              | Dàtóng Xiàn     |
| Ville de Shuozhou 朔州市 Shuòzhōu Shì | District de Shuocheng   | 朔城区              | Shuòchéng Qū    |
| Ville de Shuozhou 朔州市 Shuòzhōu Shì | District de Pinglu      | 平鲁区              | Pínglǔ Qū       |
| Ville de Shuozhou 朔州市 Shuòzhōu Shì | Xian de Shanyin         | 山阴县              | Shānyīn Xiàn    |
| Ville de Shuozhou 朔州市 Shuòzhōu Shì | Xian de Ying            | 应县                | Yìng Xiàn       |
| Ville de Shuozhou 朔州市 Shuòzhōu Shì | Xian de Youyu           | 右玉县              | Yòuyù Xiàn      |
| Ville de Shuozhou 朔州市 Shuòzhōu Shì | Xian de Huairen         | 怀仁县              | Huáirén Xiàn    |
| Ville de Yangquan 阳泉市 Yángquán Shì | District urbain         | 城区                | Chéng Qū        |
| Ville de Yangquan 阳泉市 Yángquán Shì | District minier         | 矿区                | Kuàng Qū        |
| Ville de Yangquan 阳泉市 Yángquán Shì | District suburbain      | 郊区                | Jiāo Qū         |
| Ville de Yangquan 阳泉市 Yángquán Shì | Xian de Pingding        | 平定县              | Píngdìng Xiàn   |
| Ville de Yangquan 阳泉市 Yángquán Shì | Xian de Yu              | 盂县                | Yù Xiàn         |
| Ville de Changzhi 长治市 Chángzhì Shì | District urbain         | 城区                | Chéng Qū        |
| Ville de Changzhi 长治市 Chángzhì Shì | District suburbain      | 郊区                | Jiāo Qū         |
| Ville de Changzhi 长治市 Chángzhì Shì | Ville de Lucheng        | 潞城市              | Lùchéng Shì     |
| Ville de Changzhi 长治市 Chángzhì Shì | Xian de Changzhi        | 长治县              | Chángzhì Xiàn   |
| Ville de Changzhi 长治市 Chángzhì Shì | Xian de Xiangyuan       | 襄垣县              | Xiāngyuán Xiàn  |
| Ville de Changzhi 长治市 Chángzhì Shì | Xian de Tunliu          | 屯留县              | Túnliú Xiàn     |
| Ville de Changzhi 长治市 Chángzhì Shì | Xian de Pingshun        | 平顺县              | Píngshùn Xiàn   |
| Ville de Changzhi 长治市 Chángzhì Shì | Xian de Licheng         | 黎城县              | Líchéng Xiàn    |
| Ville de Changzhi 长治市 Chángzhì Shì | Xian de Huguan          | 壶关县              | Húguān Xiàn     |
| Ville de Changzhi 长治市 Chángzhì Shì | Xian de Zhangzi         | 长子县              | Zhǎngzǐ Xiàn    |
| Ville de Changzhi 长治市 Chángzhì Shì | Xian de Wuxiang         | 武乡县              | Wǔxiāng Xiàn    |
| Ville de Changzhi 长治市 Chángzhì Shì | Xian de Qin             | 沁县                | Qìn Xiàn        |
| Ville de Changzhi 长治市 Chángzhì Shì | Xian de Qinyuan         | 沁源县              | Qìnyuán Xiàn    |
| Ville de Jincheng 晋城市 Jìnchéng Shì | District urbain         | 城区                | Chéng Qū        |
| Ville de Jincheng 晋城市 Jìnchéng Shì | Ville de Gaoping        | 高平市              | Gāopíng Shì     |
| Ville de Jincheng 晋城市 Jìnchéng Shì | Xian de Zezhou          | 泽州县              | Zézhōu Xiàn     |
| Ville de Jincheng 晋城市 Jìnchéng Shì | Xian de Qinshui         | 沁水县              | Qìnshuǐ Xiàn    |
| Ville de Jincheng 晋城市 Jìnchéng Shì | Xian de Yangcheng       | 阳城县              | Yángchéng Xiàn  |
| Ville de Jincheng 晋城市 Jìnchéng Shì | Xian de Lingchuan       | 陵川县              | Língchuān Xiàn  |
| Ville de Xinzhou 忻州市 Xīnzhōu Shì   | District de Xinfu       | 忻府区              | Xīnfǔ Qū        |
| Ville de Xinzhou 忻州市 Xīnzhōu Shì   | Ville de Yuanping       | 原平市              | Yuánpíng Shì    |
| Ville de Xinzhou 忻州市 Xīnzhōu Shì   | Xian de Dingxiang       | 定襄县              | Dìngxiāng Xiàn  |
| Ville de Xinzhou 忻州市 Xīnzhōu Shì   | Xian de Wutai           | 五台县              | Wǔtái Xiàn      |
| Ville de Xinzhou 忻州市 Xīnzhōu Shì   | Xian de Dai             | 代县                | Dài Xiàn        |
| Ville de Xinzhou 忻州市 Xīnzhōu Shì   | Xian de Fanshi          | 繁峙县              | Fánshì Xiàn     |
| Ville de Xinzhou 忻州市 Xīnzhōu Shì   | Xian de Ningwu          | 宁武县              | Níngwǔ Xiàn     |
| Ville de Xinzhou 忻州市 Xīnzhōu Shì   | Xian de Jingle          | 静乐县              | Jìnglè Xiàn     |
| Ville de Xinzhou 忻州市 Xīnzhōu Shì   | Xian de Shenchi         | 神池县              | Shénchí Xiàn    |
| Ville de Xinzhou 忻州市 Xīnzhōu Shì   | Xian de Wuzhai          | 五寨县              | Wǔzhài Xiàn     |
| Ville de Xinzhou 忻州市 Xīnzhōu Shì   | Xian de Kelan           | 岢岚县              | Kělán Xiàn      |
| Ville de Xinzhou 忻州市 Xīnzhōu Shì   | Xian de Hequ            | 河曲县              | Héqǔ Xiàn       |
| Ville de Xinzhou 忻州市 Xīnzhōu Shì   | Xian de Baode           | 保德县              | Bǎodé Xiàn      |
| Ville de Xinzhou 忻州市 Xīnzhōu Shì   | Xian de Pianguan        | 偏关县              | Piānguān Xiàn   |
| Ville de Jinzhong 晋中市 Jìnzhōng Shì | District de Yuci        | 榆次区              | Yúcì Qū         |
| Ville de Jinzhong 晋中市 Jìnzhōng Shì | Ville de Jiexiu         | 介休市              | Jièxiū Shì      |
| Ville de Jinzhong 晋中市 Jìnzhōng Shì | Xian de Yushe           | 榆社县              | Yúshè Xiàn      |
| Ville de Jinzhong 晋中市 Jìnzhōng Shì | Xian de Zuoquan         | 左权县              | Zuǒquán Xiàn    |
| Ville de Jinzhong 晋中市 Jìnzhōng Shì | Xian de Heshun          | 和顺县              | Héshùn Xiàn     |
| Ville de Jinzhong 晋中市 Jìnzhōng Shì | Xian de Xiyang          | 昔阳县              | Xīyáng Xiàn     |
| Ville de Jinzhong 晋中市 Jìnzhōng Shì | Xian de Shouyang        | 寿阳县              | Shòuyáng Xiàn   |
| Ville de Jinzhong 晋中市 Jìnzhōng Shì | Xian de Taigu           | 太谷县              | Tàigǔ Xiàn      |
| Ville de Jinzhong 晋中市 Jìnzhōng Shì | Xian de Qi              | 祁县                | Qí Xiàn         |
| Ville de Jinzhong 晋中市 Jìnzhōng Shì | Xian de Pingyao         | 平遥县              | Píngyáo Xiàn    |
| Ville de Jinzhong 晋中市 Jìnzhōng Shì | Xian de Lingshi         | 灵石县              | Língshí Xiàn    |
| Ville de Linfen 临汾市 Línfén Shì     | District de Yaodu       | 尧都区              | Yáodū Qū        |
| Ville de Linfen 临汾市 Línfén Shì     | Ville de Houma          | 侯马市              | Hóumǎ Shì       |
| Ville de Linfen 临汾市 Línfén Shì     | Ville de Huozhou        | 霍州市              | Huòzhōu Shì     |
| Ville de Linfen 临汾市 Línfén Shì     | Xian de Quwo            | 曲沃县              | Qǔwò Xiàn       |
| Ville de Linfen 临汾市 Línfén Shì     | Xian de Yicheng         | 翼城县              | Yìchéng Xiàn    |
| Ville de Linfen 临汾市 Línfén Shì     | Xian de Xiangfen        | 襄汾县              | Xiāngfén Xiàn   |
| Ville de Linfen 临汾市 Línfén Shì     | Xian de Hongdong        | 洪洞县              | Hóngdòng Xiàn   |
| Ville de Linfen 临汾市 Línfén Shì     | Xian de Gu              | 古县                | Gǔ Xiàn         |
| Ville de Linfen 临汾市 Línfén Shì     | Xian d'Anze             | 安泽县              | Ānzé Xiàn       |
| Ville de Linfen 临汾市 Línfén Shì     | Xian de Fushan          | 浮山县              | Fúshān Xiàn     |
| Ville de Linfen 临汾市 Línfén Shì     | Xian de Ji              | 吉县                | Jí Xiàn         |
| Ville de Linfen 临汾市 Línfén Shì     | Xian de Xiangning       | 乡宁县              | Xiāngníng Xiàn  |
| Ville de Linfen 临汾市 Línfén Shì     | Xian de Pu              | 蒲县                | Pú Xiàn         |
| Ville de Linfen 临汾市 Línfén Shì     | Xian de Daning          | 大宁县              | Dàníng Xiàn     |
| Ville de Linfen 临汾市 Línfén Shì     | Xian de Yonghe          | 永和县              | Yǒnghé Xiàn     |
| Ville de Linfen 临汾市 Línfén Shì     | Xian de Xi              | 隰县                | Xí Xiàn         |
| Ville de Linfen 临汾市 Línfén Shì     | Xian de Fenxi           | 汾西县              | Fénxī Xiàn      |
| Ville de Yuncheng 运城县 Yùnchéng Shì | District de Yanhu       | 盐湖区              | Yánhú Qū        |
| Ville de Yuncheng 运城县 Yùnchéng Shì | Ville de Yongji         | 永济市              | Yǒngjì Shì      |
| Ville de Yuncheng 运城县 Yùnchéng Shì | Ville de Hejin          | 河津市              | Héjīn Shì       |
| Ville de Yuncheng 运城县 Yùnchéng Shì | Xian de Ruicheng        | 芮城县              | Ruìchéng Xiàn   |
| Ville de Yuncheng 运城县 Yùnchéng Shì | Xian de Linyi           | 临猗县              | Línyī Xiàn      |
| Ville de Yuncheng 运城县 Yùnchéng Shì | Xian de Wanrong         | 万荣县              | Wànróng Xiàn    |
| Ville de Yuncheng 运城县 Yùnchéng Shì | Xian de Xinjiang        | 新绛县              | Xīnjiàng Xiàn   |
| Ville de Yuncheng 运城县 Yùnchéng Shì | Xian de Jishan          | 稷山县              | Jìshān Xiàn     |
| Ville de Yuncheng 运城县 Yùnchéng Shì | Xian de Wenxi           | 闻喜县              | Wénxǐ Xiàn      |
| Ville de Yuncheng 运城县 Yùnchéng Shì | Xian de Xia             | 夏县                | Xià Xiàn        |
| Ville de Yuncheng 运城县 Yùnchéng Shì | Xian de Jiang           | 绛县                | Jiàng Xiàn      |
| Ville de Yuncheng 运城县 Yùnchéng Shì | Xian de Pinglu          | 平陆县              | Pínglù Xiàn     |
| Ville de Yuncheng 运城县 Yùnchéng Shì | Xian de Yuanqu          | 垣曲县              | Yuánqǔ Xiàn     |
| Ville de Lüliang 吕梁市 Lǚlíang Shì   | District de Lishi       | 离石区              | Líshí Qū        |
| Ville de Lüliang 吕梁市 Lǚlíang Shì   | Ville de Xiaoyi         | 孝义市              | Xiàoyì Shì      |
| Ville de Lüliang 吕梁市 Lǚlíang Shì   | Ville de Fenyang        | 汾阳市              | Fényáng Shì     |
| Ville de Lüliang 吕梁市 Lǚlíang Shì   | Xian de Wenshui         | 文水县              | Wénshuǐ Xiàn    |
| Ville de Lüliang 吕梁市 Lǚlíang Shì   | Xian de Zhongyang       | 中阳县              | Zhōngyáng Xiàn  |
| Ville de Lüliang 吕梁市 Lǚlíang Shì   | Xian de Xing            | 兴县                | Xīng Xiàn       |
| Ville de Lüliang 吕梁市 Lǚlíang Shì   | Xian de Lin             | 临县                | Lín Xiàn        |
| Ville de Lüliang 吕梁市 Lǚlíang Shì   | Xian de Fangshan        | 方山县              | Fāngshān Xiàn   |
| Ville de Lüliang 吕梁市 Lǚlíang Shì   | Xian de Liulin          | 柳林县              | Liǔlín Xiàn     |
| Ville de Lüliang 吕梁市 Lǚlíang Shì   | Xian de Lan             | 岚县                | Lán Xiàn        |
| Ville de Lüliang 吕梁市 Lǚlíang Shì   | Xian de Jiaokou         | 交口县              | Jiāokǒu Xiàn    |
| Ville de Lüliang 吕梁市 Lǚlíang Shì   | Xian de Jiaocheng       | 交城县              | Jiāochéng Xiàn  |
| Ville de Lüliang 吕梁市 Lǚlíang Shì   | Xian de Shilou          | 石楼县              | Shílóu Xiàn     |